# Championnat d'Islande de football 1999
Navigation
Saison précédente Saison suivante
La saison 1999 du Championnat d'Islande de football était la 88e édition de la première division islandaise. Les 10 clubs jouent les uns contre les autres lors de rencontres disputées en matchs aller et retour.
L'ÍBV Vestmannaeyjar, double tenant du titre, a tenté de le conserver face aux 9 meilleurs clubs du pays.
C'est le KR Reykjavik qui finit en tête du championnat. Le club remporte le 21e titre de champion d'Islande de son histoire, 31 ans après son dernier sacre, qui datait de 1968 ! Le KR réalise le doublé Coupe-championnat en remportant la Coupe d'Islande pour la 10e fois. Le champion sortant, l'ÍBV Vestmannaeyjar se classe 2e à 7 points du champion, tandis que le Leiftur Ólafsfjörður termine sur le podium, 3e à 19 points du KR.
En bas du classement, c'est un véritable coup de tonnerre, puisque outre le Vikingur Reykjavik, promu cette saison en 1. Deild, c'est le Valur Reykjavik, déjà sauvé in extremis la saison passée (à la différence de buts), qui est relégué en 2. Deild. C'est la première fois de son histoire que le club est rétrogradé après 77 saisons consécutives (et 19 titres de champion d'Islande) parmi l'élite...

## Les 10 clubs participants
| \| Reykjavik : · Valur - KR - Fram - Vikingur ÍBK Keflavík ÍA Akranes ÍBV Vestmannaeyjar Breiðablik Kopavogur UMF Grindavík Leiftur Ólafsfjörður \| Clubs participants |
| Reykjavik : · Valur - KR - Fram - Vikingur ÍBK Keflavík ÍA Akranes ÍBV Vestmannaeyjar Breiðablik Kopavogur UMF Grindavík Leiftur Ólafsfjörður                          |

| Club                 | Classement 1998 | Stade              | Ville          |
| -------------------- | --------------- | ------------------ | -------------- |
| ÍA Akranes           | 3               | Akranesvöllur      | Akranes        |
| Breiðablik Kopavogur | 2. Deild        | Kópavogsvöllur     | Kopavogur      |
| Fram Reykjavik       | 6               | Laugardalsvöllur   | Reykjavik      |
| UMF Grindavík        | 7               | Grindavíkurvöllur  | Grindavík      |
| ÍBK Keflavík         | 4               | Keflavíkurvöllur   | Keflavík       |
| KR Reykjavik         | 2               | KR-völlur          | Reykjavik      |
| Leiftur Ólafsfjörður | 5               | Olafsfjörðurvöllur | Ólafsfjörður   |
| Valur Reykjavik      | 8               | Hlíðarendi         | Reykjavik      |
| ÍBV Vestmannaeyjar   | 1               | Hásteinsvöllur     | Vestmannaeyjar |
| Vikingur Reykjavik   | 2. Deild        | Laugardalsvöllur   | Reykjavik      |

## Compétition

### Classement
Le barème de points servant à établir le classement se décompose ainsi :
- Victoire : 3 points
- Match nul : 1 point
- Défaite : 0 point

| Rang | Équipe                 | Pts | J  | G  | N | P  | Bp | Bc | Diff |
| ---- | ---------------------- | --- | -- | -- | - | -- | -- | -- | ---- |
| 1    | KR Reykjavik C         | 45  | 18 | 14 | 3 | 1  | 43 | 13 | +30  |
| 2    | ÍBV Vestmannaeyjar T   | 38  | 18 | 11 | 5 | 2  | 31 | 14 | +17  |
| 3    | Leiftur Ólafsfjörður   | 26  | 18 | 6  | 8 | 4  | 22 | 26 | -4   |
| 4    | ÍA Akranes             | 24  | 18 | 6  | 6 | 6  | 21 | 21 | 0    |
| 5    | Breiðablik Kopavogur P | 21  | 18 | 5  | 6 | 7  | 22 | 24 | -2   |
| 6    | UMF Grindavík          | 19  | 18 | 5  | 4 | 9  | 25 | 29 | -4   |
| 7    | Fram Reykjavik         | 19  | 18 | 4  | 7 | 7  | 23 | 27 | -4   |
| 8    | ÍBK Keflavík           | 19  | 18 | 5  | 4 | 9  | 28 | 34 | -6   |
| 9    | Valur Reykjavik        | 18  | 18 | 4  | 6 | 8  | 28 | 38 | -10  |
| 10   | Vikingur Reykjavik P   | 14  | 18 | 3  | 5 | 10 | 21 | 38 | -17  |

|  | Qualifié pour la Ligue des champions 2000-2001 |
|  | Qualifié pour la Coupe UEFA 2000-2001          |
|  | Qualifié pour la Coupe Intertoto 2000          |
|  | Relégation en 2. Deild                         |

### Matchs
| Résultats (▼dom., ►ext.)                                   | Vik | Val | KR  | ÍA  | ÍBV | Fram | Olaf | Kefl | Breið | Grin |
| Vikingur Reykjavik                                         |     | 5-4 | 0-4 | 1-2 | 1-2 | 0-2  | 0-3  | 2-1  | 1-0   | 1-1  |
| Valur Reykjavik                                            | 1-1 |     | 1-2 | 1-2 | 0-0 | 2-1  | 2-4  | 2-3  | 2-1   | 2-1  |
| KR Reykjavik                                               | 4-1 | 5-1 |     | 1-0 | 3-0 | 3-1  | 1-1  | 3-2  | 0-0   | 2-1  |
| ÍA Akranes                                                 | 1-1 | 0-1 | 0-2 |     | 1-1 | 1-0  | 0-0  | 2-2  | 2-3   | 1-0  |
| ÍBV Vestmannaeyjar                                         | 3-0 | 2-2 | 2-1 | 2-0 |     | 1-1  | 5-0  | 1-0  | 2-1   | 2-1  |
| Fram Reykjavik                                             | 3-2 | 2-2 | 0-2 | 0-0 | 0-2 |      | 2-0  | 2-0  | 2-2   | 1-3  |
| Leiftur Ólafsfjörður                                       | 1-0 | 0-0 | 1-1 | 1-4 | 0-3 | 3-3  |      | 1-0  | 2-2   | 2-1  |
| ÍBK Keflavík                                               | 3-2 | 4-4 | 1-3 | 2-0 | 1-1 | 2-1  | 2-2  |      | 2-1   | 2-3  |
| Breiðablik Kopavogur                                       | 1-1 | 2-0 | 0-3 | 1-3 | 1-0 | 1-1  | 0-0  | 2-1  |       | 4-1  |
| UMF Grindavík                                              | 2-2 | 3-1 | 1-3 | 2-2 | 1-2 | 1-1  | 0-1  | 2-0  | 1-0   |      |
| - Victoire à domicile - Match nul - Victoire à l'extérieur |     |     |     |     |     |      |      |      |       |      |

## Bilan de la saison
| Tableau d'Honneur                 |                    |
| Compétition                       | Vainqueur          |
| Championnat d'Islande de football | KR Reykjavik       |
| Coupe d'Islande de football       | KR Reykjkavik      |
| Coupe de la Ligue                 | ÍA Akranes         |
| Supercoupe d'Islande de football  | ÍBV Vestmannaeyjar |

| Qualifications européennes    |                               |
| Ligue des champions 2000-2001 | Qualifié                      |
| 1er tour                      | KR Reykjavik                  |
| Coupe UEFA 2000-2001          | Qualifié                      |
| 1er tour                      | ÍBV Vestmannaeyjar ÍA Akranes |
| Coupe Intertoto 2000          | Qualifié                      |
| 1er tour                      | Leiftur Ólafsfjörður          |

| Promotion et relégation |                                     |
| Relégués en 2. Deild    | Valur Reykjavik Vikingur Reykjavik  |
| Promus en 1. Deild      | Stjarnan Gardabaer Fylkir Reykjavik |

## Meilleurs buteurs
| # | Buteurs                 | Clubs              | Nb de Buts |
| - | ----------------------- | ------------------ | ---------- |
| 1 | Steingrimur Johannesson | ÍBV Vestmannaeyjar | 12         |
| 2 | Bjarki Gunnlaugsson     | KR Reykjavik       | 11         |
| 3 | Grétar Hjartarson       | UMF Grindavík      | 10         |
| 3 | Kristjan Brooks         | ÍBK Keflavík       | 10         |